# Лудзенские эстонцы
Лудзенские эстонцы (эст. Lutsi maarahvas; латыш. Ludzas igauņi) — субэтнос эстонцев, живших в городе Лудза (юго-восточная Латвия) или его окрестностях.

## История
Большинство лудзенских эстонцев, скорее всего, иммигрировали в Лудзу в XVII веке во время Северной войны, однако само поселение вероятно было основано ранее. В эпоху феодализма, когда жизнь человека, чаще всего, не выходила за рамки его окружения, диаспора сохранила свою эстонскую идентичность и этнографические черты.
Лудзенские эстонцы изначально были лютеранами, но в итоге стали исповедовать католичество из-за контактов с соседствующими латгалами и белорусами.
Так как церковные обряды проводились на эстонском языке, у народа не было необходимости говорить на латышском или белорусском языках. Тем не менее, местные латгальские диалекты латышского, белорусского и русского языков были в некоторой степени распространены. В различных усадьбах также можно было услышать польский язык, так как это был официальный язык в регионе.

## Язык
К XIX веку церковь была полностью «латвизирована», и русский стал официальным языком и лингва франка. Согласно Оскару Калласу, отправившемуся в регион на экспедицию в 1893 году, здесь жило 4387 лудзенских эстонцев, 800 из которых говорили на эстонском языке. В 1970—1980-х годах осталось около 20 человек в регионе, всё ещё говоривших на эстонском, однако в XXI веке он, скорее всего, уже исчез.
Диалект, на котором говорили лудзенские эстонцы, был родственен с выруским диалектом. В нём содержалось около 180 заимствованных слов из латышского и русского языков. Лудзенские эстонцы также сообщали о трудности в понимании стандартного эстонского языка.